# 马来西亚式英语
马来西亚式英语（Manglish）是马来西亚英语中延伸出的非标准和非正式英语变种方言。马来西亚式英语深受马来西亚英语、马来语、华语和淡米尔语的影响。马来西亚式英语也被称为“Bahasa Rojak”（中译：「混合语言」）。由于地理位置和文化关系，马来西亚半岛东海岸（吉兰丹州和登嘉楼州）所使用的马来西亚式英语与西海岸马来西亚人所使用的较为不同。
在马来西亚半岛说的马来西亚式英语与新加坡式英语（Singlish）非常相似，并且可以相互理解。这是因为这两种非正式的英语方言具有相似根源，两者之间几乎没有区别。马来西亚式英语包含更多马来语单词，而新加坡式英语包含更多福建话（闽南语）和潮州话词汇。马来西亚式英语的词汇包括源自马来西亚英语、马来语、马来西亚华语、福建话、粤语、淡米尔语以及在较小程度上来自其他各种欧洲语言的单词。相比起其他族群，马来西亚式英语较为在马来西亚华人族群中流行，因此马来西亚式英语的句法也类似于南方的汉语变体。
除了混合多种语言外，马来西亚式英语还混合了该国每种语言的语法。因此，马来西亚人会用马来语或汉语语法说马来西亚式英语。成语、谚语和短语也经常从马来语、汉语和泰米尔语直接翻译成马来西亚式英语。所使用的口音和词汇高度依赖于语境的形式和说话者的语言优势。马来西亚式英语使用者还会根据对方的不同而改变说的马来西亚式英语的数量。
外国人通常能理解马来西亚英语但无法理解马来西亚式英语。这是因为马来西亚式英语是多种语言和多种语法的混合体，只有精通当中不同语言的马来西亚人才能理解。许多马来西亚人能够流利地说他们的母语，但在日常生活和对话中会选择说马来西亚式英语，正式场合则会选择说马来语或马来西亚英语。